# Don Mills (Toronto Subway)

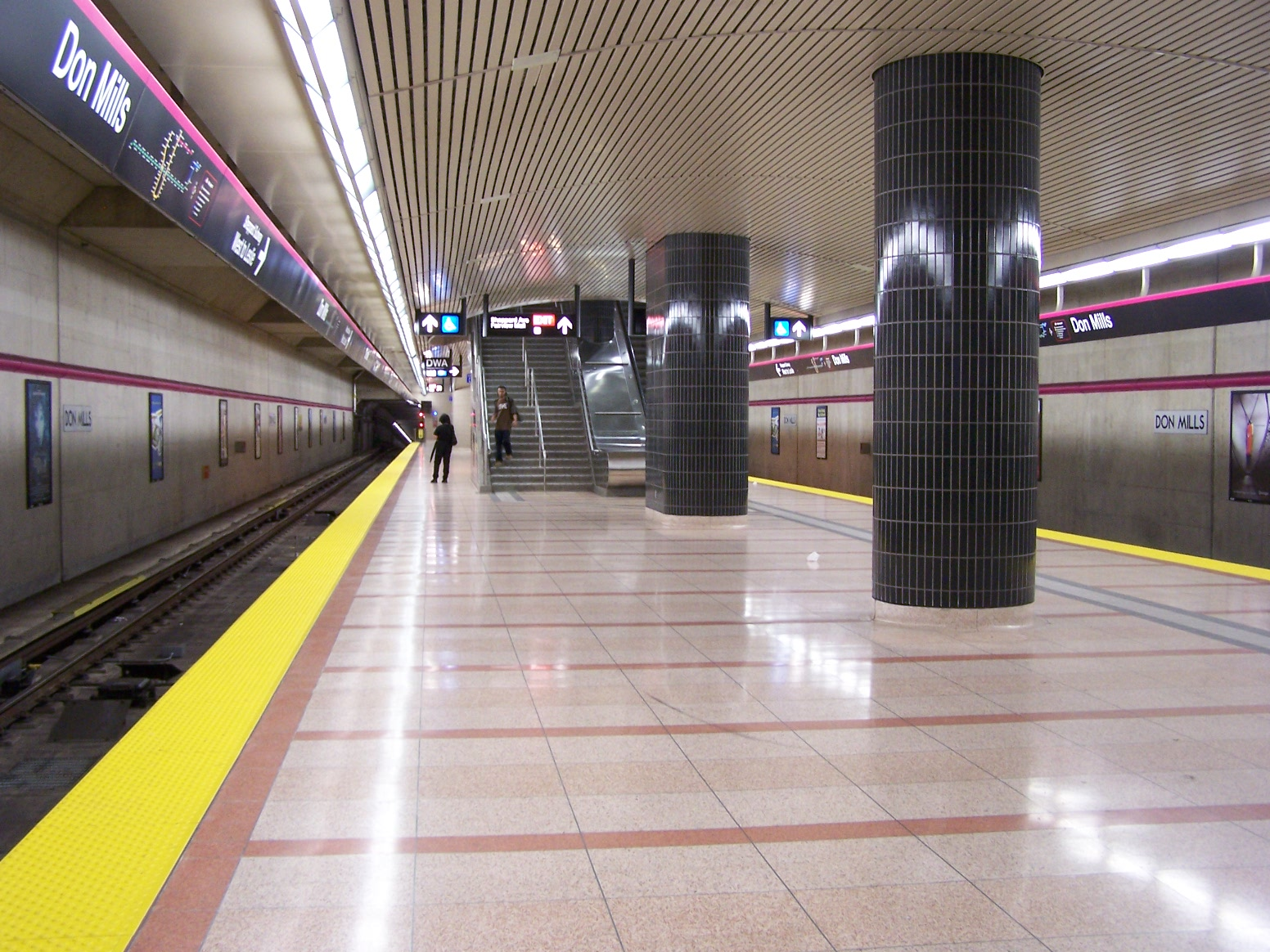
Bahnsteig der Station Don Mills

Don Mills ist eine unterirdische U-Bahn-Station in Toronto und die östliche Endstation der Sheppard-Linie der Toronto Subway. Sie liegt an der Kreuzung von Sheppard Avenue und Don Mills Road, unmittelbar neben dem bedeutenden Einkaufszentrum Fairview Mall. Die Station besitzt einen Mittelbahnsteig und wird täglich von durchschnittlich 37.050 Fahrgästen genutzt (2018).

## Station

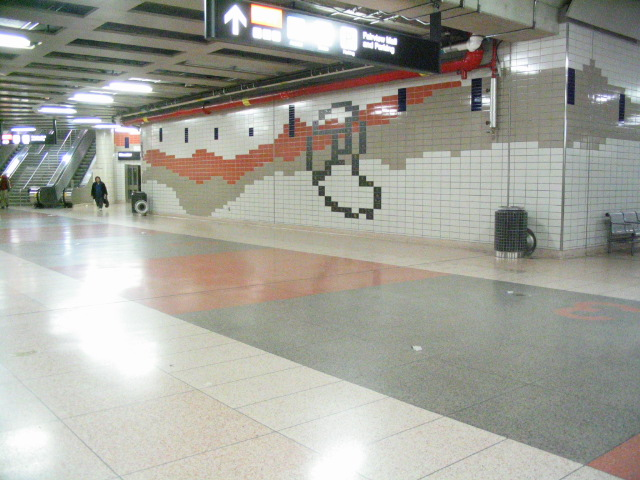
Künstlerische Gestaltung auf der Verteilerebene

Don Mills ist ein bedeutender Verkehrsknotenpunkt. An die Station angeschlossen ist ein unterirdischer Busbahnhof mit 14 Bussteigen. Von hier aus verkehren acht Buslinien der städtischen Gesellschaft Toronto Transit Commission (TTC) und drei Buslinien von York Region Transit in die benachbarten Gemeinden der Regional Municipality of York. Darüber hinaus steht den Pendlern ein Park-and-ride mit 366 kostenpflichtigen Parkplätzen und ein Kiss-and-ride zur Verfügung.
Stephen Cruise gestaltete das Kunstkonzept der Station: Die Fliesen in der Verteilerebene repräsentieren die geologischen Schichten, durch die der Tunnel der Sheppard-Linie führt, ebenso Darstellungen der lokalen Flora und Fauna. Die Bodenmuster auf dem Bahnsteig weisen bronzefarbene Einlagen auf, die Fossilien von Fischen und Schildkröten darstellen.

## Geschichte
Die Eröffnung der Station erfolgte am 24. November 2002, zusammen mit der gesamten Sheppard-Linie zwischen Sheppard-Yonge und Don Mills. 2003 veröffentlichte die TTC einen Bericht, der eine Verlängerung der Sheppard-Linie ostwärts in Richtung Scarborough als höchste Priorität einstufte, weil die Strecke nur so ihren vollen Nutzen entfalten könne. Die Provinz Ontario setzt jedoch mittlerweile beim U-Bahn-Bau andere Prioritäten, weshalb Don Mills langfristig Endstation bleiben wird.
Als Kompensation für die nicht mehr angestrebte Verlängerung der Subway plante die Stadt Toronto zwei Stadtbahnstrecken, die in Don Mills ihren Ausgangspunkt hätten haben sollen. Die 13,6 km Sheppard East LRT sollte oberirdisch in östlicher Richtung nach Scarborough führen; Bauarbeiten begannen im November 2009, wurden aber nach einem Jahr gestoppt. Ebenfalls hinfällig geworden ist die südwärts führende, 17,6 km lange Don Mills LRT bis zur Station Pape an der Bloor-Danforth-Linie.